# Alexandre Jany
Alexandre Jany (francès: Alex Jany)  (Tolosa, 5 de gener de 1929 - 7è districte, 18 de juliol de 2001) fou un nedador francès, especialista en estil lliure, que va competir durant les dècades de 1940 i 1950. Era germà de la també nedadora Ginette Jany.
Durant la seva carrera esportiva va prendre part en quatre edicions dels Jocs Olímpics d'Estiu, el 1948 a Londres, el 1952 a Hèlsinki, el 1956 a Melbourne i el 1960 a Roma. En aquestes participacions aconseguí dues medalles de bronze en els 4x200 metres lliures el 1948, fent equip amb Joseph Bernardo, René Cornu i Henri Padou, Jr., i el 1952, fent equip amb Joseph Bernardo, Aldo Eminente i Jean Boiteux. El 1948 també destaca una cinquena posició en la final dels 100 metres lliures i la sisena en la dels 400 metres lliures.
En el seu palmarès també destaquen quatre medalles d'or i dues de plata al Campionat d'Europa de natació de 1947 i 1950, tres medalles d'or als Jocs del Mediterrani de 1951 i més de 25 campionats nacionals. Va millorar 7 rècords del món i 15 d'Europa.
El 1977 fou inclòs a l'International Swimming Hall of Fame.